# ما قبل الآدمية

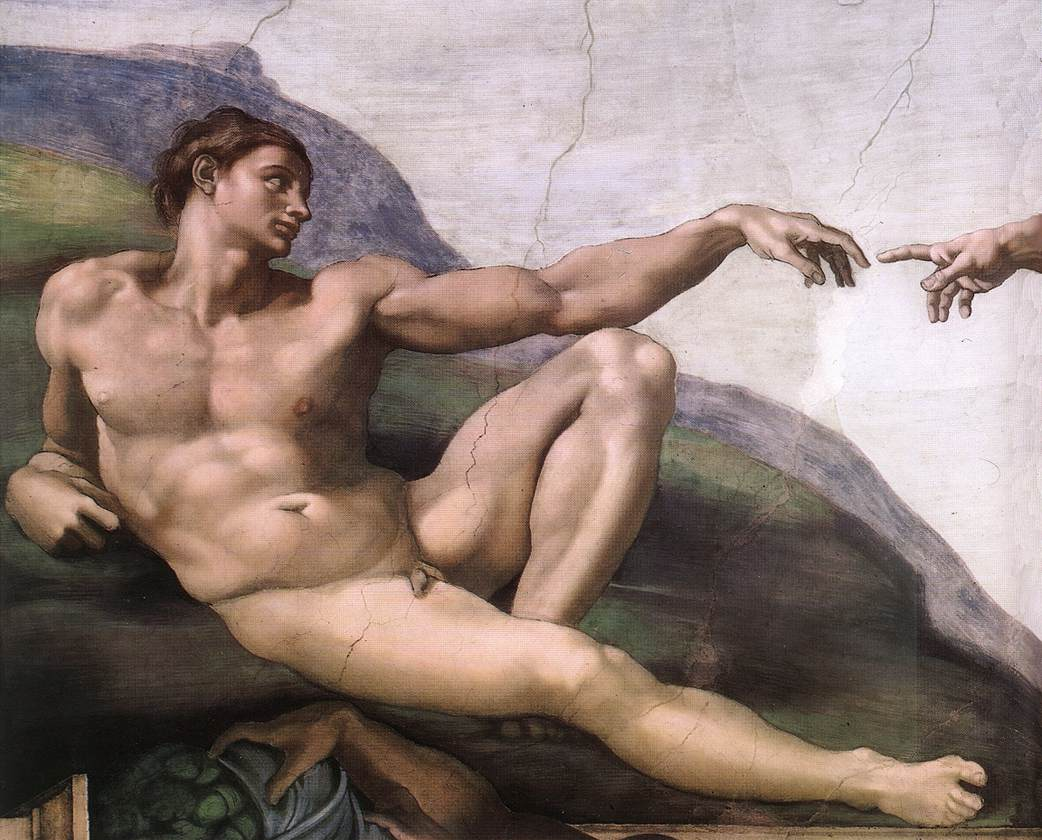
آدم في لوحة مايكل آنجلو

فرضية ما قبل الآدمية أو ما قبل آدم هي الاعتقاد اللاهوتي بأن البشر أو الكائنات الذكية غير البشرية كانت موجودة قبل الشخصية الكتابية الدينية آدم. لذلك فإن ما قبل آدم يختلف عن الاعتقاد الإبراهيمي التقليدي بأن آدم كان أول إنسان. يُعرف المدافعون عن هذه الفرضية باسم «قبليو آدم» (pre-Adamites)، جنبًا إلى جنب مع من يؤمن بوجود البشر قبل آدم.

## التطورات المبكرة
حدث أول نقاش معروف حول العصور القديمة البشرية في عام 170 بعد الميلاد بين المسيحي ثاوفيلوس الأنطاكي، والوثني المصري أبولونيوس (على الأرجح أبولونيوس ديسكولوس)، الذي جادل بأن العالم كان عمره 075‚153 ألف عام. جاء التحدي المبكر للآدمية التوراتية أو الكتابية من قبل الإمبراطور الروماني يوليان المرتد، فوق رفضه للمسيحية وعودته إلى الوثنية، أقر بفكرة أن كثير من الأزواج الأصلية من البشر قد خلقت٬ اعتقاد يعود إلى فكرة وجود أكثر من آدم واحد. يحتوي كتاب مدينة الإله للكاتب القديس أغسطينوس على فصلين يشيران إلى نقاش بين المسيحيين والوثنيين حول أصول الإنسان: الكتاب الثاني عشر الفصل العاشر بعنوان زيف التاريخ الذي استمر العالم عليه آلاف السنين٬ وعنوان الكتاب الثامن عشر الفصل الأربعين هي أمثال المصريين البغيضة لتبلغ حكمتهم سن 000‚100 سنة. تميل هذه العناوين إلى الإشارة إلى أن أغسطينوس رأى احتلال الأفكار الوثنية لكل من تأريخ العالم والتسلسل الزمني للجنس البشري غير المتوافقة مع قصة الخلق في سفر التكوين. يتوافق تفسير أوغسطينوس مع معظم الحاخامات وآباء الكنيسة، الذين رفضوا عمومًا الآراء حول العصور القديمة في العالم واعتبروها أساطير وخرافات، في حين أن الادعاءات اليهودية والمسيحية استندت إلى الحقيقة الموحاة. لقد أخذ أوغسطينوس وجهة نظر نقدية لسرد الأرض الفتية في بعض الجوانب، بحجة أن كل شيء في الكون قد خلقه الله في وقت واحد، وليس سبعة أيام فعلية. كان مهتمًا في المقام الأول بالجدل ضد فكرة وجود البشرية إلى الأبد بدلاً من التسلسل الزمني للتأريخ البشري المبني على الكتاب المقدس

## الفترة الممتدة بين 900 إلى 1700 بعد الميلاد
في بدايات الإسلام٬ كان هناك اعتقاد شائع بأن الجنس البشري هو في الواقع وريث مخلوقات ذكية أخرى مثل الجن والحنّ.أشارت التقاليد الإسلامية في العصور الوسطى إلى الجن على أنه ما قبل آدم٬ يصور على أنه يشبه الإنسان بطرق مختلفة. على الرغم من أن فكرة وجود الجن قبل آدم كانت مقبولة بشكل عام، فإن فكرة وجود وعيش البشر الآخرين قبل آدم مثيرة للجدل. منذ منتصف القرن التاسع وما بعده، ظهرت فكرة أن الله خلق العديد من أمثال آدم، كل منهم قاد حقبة دامت نحو خمسين ألف عام. عُدَّ هذا المفهوم هرطقة، لكن قبله على نطاق واسع الإسماعيليون وبعض الصوفيين. جمع كتاب بعنوان الفلاحة النبطية، كتبه أو ترجمه ابن وحشية عام 904م، نصوصًا عن أنشطة ومعتقدات الجماعات العربية مثل الأنباط، دفاعًا عن الثقافة البابلية ضد الإسلام. ناقش الكتاب الأفكار التي عاشها الناس قبل آدم، وأن لديه أبوين، وأنه جاء من الهند٬ واقترح أن آدم كان أبًا لحضارة زراعية، وليس أبًا للجنس البشري بأكمله. كتب الشاعر اليهودي يهوذا اللاوي كتاب الحجة والدليل في نصرة الدين الذليل بين عامي 1130 و1140م، والذي تضمن سؤال سأله ملك الخزر لثلاثة علماء دين: حاخام يهودي، ومسيحي، ومسلم٬عن صحة أديانهم وأيها الأصح، ورفع التحدي أن الناس في الهند قالوا إن لديهم مبانٍ وآثارًا عمرها ملايين السنين. ورد الحاخام بأن إيمانه لم يتزعزع، حيث كان الهنود يفتقرون إلى «شكل ثابت من الدين»، أو كتاب له رأي كثير من الناس فيه، ولا يوجد فيه تناقض تأريخي. رفض الحاخام الهنود ووصفهم بأنهم أشخاص فاسدون لا يمكن الاعتماد عليهم، ويمكن تجاهل مزاعمهم. لاحقًا في الكتاب، رفض اللاوي المزاعم النبطية لأن هؤلاء الناس لم يكونوا على علم بالوحي في الكتاب المقدس، ورفض النظريات اليونانية عن عالم أبدي. في استنتاجه، أكد اللاوي أن آدم كان أول إنسان في هذا العالم لكنه ترك إمكانيات أخرى مفتوحة: إذا وجد المؤمن، بعد كل شيء، نفسه مضطرًا للاعتراف بأمر أزلي ووجود العديد من العوالم السابقة لهذا العالم، فإن هذا لن يضعف اعتقاده بأن هذا العالم قد خُلق في حقبة معينة، وأن آدم ونوح كانا أولى البشر. كما جادل موسى بن ميمون الادعاءات في الفلاحة النبطية بالفترة الممتدة بين 1135 إلى 1204م في كتاب دلالة الحائرين.
```
وصف المفاهيم 
بالصابئة
 وقال إنها مجرد أساطير انحرفت عن التوحيد على الرغم من الاعتماد على مصادر يهودية، ولكن في دحض التكهنات، وزع مخططاً للأفكار بين العلماء الآخرين «اعتبروا أن آدم من مواليد ذكر وأنثى مثل أي إنسان آخر، لكنهم يمجدونه ويقولون إنه كان نبيًا مبعوثًا للقمر دعا الناس لعبادة القمر، وهناك مؤلفات له عن كيفية زراعة التربة. وأشار إلى الإدعاء بأن آدم جاء من الهند، وذهب إلى 
بابل
». لاحظ جون روجرز في عام 1578م وجود اعتقاد بعيش رجال قبل آدم بين عوائل المجتمع الديني في فريزلاند. في عام 1591م، جادل جوردانو برونو بأنه نظرًا إلى أنه لا يمكن لأحد تخيل أن اليهود والإثيوبيين لديهم نفس الأصل، يجب أن يكون الله قد خلق أكثر من آدم واحد منفصلين أو أن الأفارقة كانوا من نسل أجناس ما قبل العصر الآدمي. يُنسب الفضل عادةً لعالم الألفية الفرنسي في القرن السابع عشر إسحاق لا پيرير، في صياغة نظرية ما قبل العصر الآدمي بسبب تأثيره على المفكرين والتحركات الفكرية. في كتابه «ما قبل الآدمية» (Prae-Adamitae)٬ الذي نُشر باللاتينية عام 1655، جادل لا پيرير بأن كلمات بول في الرومية٬ يجب أن تُفسر على أنها تعني «إذا أخطأ آدم بحس ومعنى أخلاقي، فلا بد من وجود قانون آدمي أخطأ وفقه. فإذا بدأ القانون مع آدم، فلا بد أنه كان هناك عالم خارج عن القانون قبل آدم، بوجود ناس فيه»٬ أولاً خلق الأمم ثم خلق آدم، الذي كان والد العبرانيين. جادل لا پيرير بوجود بشر ما قبل آدم٬ وفسرها باتخاذ قابيل لزوجة٬ ثم بناء مدينة بعد مقتل هابيل وفق سفر التكوين. كتب لازلو توث في سياسة هرميتكا «النظرية العنصرية لها تأريخ ميلاد رسمي 24 أبريل 1684م، عندما ميز فرانسوا بيرنير بين أربعة أو خمسة أعراق في مقال بعنوان تقسيم جديد للأرض، وفقًا للأنواع أو الأجناس المختلفة من الرجال الذين يسكنونها والمنشورة في المجلة (des sçavans)». بسبب المعارضة اللاهوتية الواسعة لنظريات «قبل آدم» لصديقه لا پيرير، نشر بيرنير ورقته البحثية دون الكشف عن هويته..
[
5
]
 
[
6
]
```